# Charles Livingstone Mbabazi
Charles Livingstone Mbabazi (ur. 18 października 1980 w Mulago) – ugandyjski piłkarz grający na pozycji pomocnika, reprezentant kraju.

## Kariera piłkarska
Charles Livingstone Mbabazi karierę piłkarską rozpoczął w Kampala City Council FC. W 1999 roku przeszedł do irlandzkiego St. Patrick’s Athletic, w którym zadebiutował w 1999 roku w meczu przeciwko Athlone Town w rozgrywkach Leinster Senior Cup. Sympatię wśród kibiców zyskał dzięki pierwszej bramce strzelonej w meczu ligowym przeciwko Longford Town F.C. Strzelił również bramkę w meczu przeciwko Bray Wanderers, zaledwie cztery dni po śmierci ojca i brata w Ugandzie.
Mbabazi w czerwcu 2002 roku w rozgrywkach Pucharu Intertoto 2002 strzelił gola dla swojej drużyny w meczu przeciwko HNK Rijeka, dającego pierwsze zwycięstwo w europejskich pucharach w historii drużyny Pats. Strzelił również gola w meczu następnej rundy przeciwko KAA Gent. W sezonie 2000/2001 i 2003 zdobył Puchar Ligi Irlandzkiej.
W 2003 roku podczas meczu ligowego przeciwko Bohemian F.C. doznał ataku serca, przez co zmuszony był przedwcześnie zakończyć karierę piłkarską.
W 2006 roku wznowił karierę piłkarską podpisując kontrakt z wietnamskim FC Hanoi, z którym w 2008 roku zdobył Puchar Wietnamu. Następnie w 2009 roku przeszedł do FC Bình Dương, gdzie w wieku zaledwie 29 lat zakończył karierę piłkarską.
Obecnie jest trenerem Bright Stars FC.

## Kariera reprezentacyjna
Charles Livingstone Mbabazi w latach 1998-2003 w reprezentacji Ugandy rozegrał 36 meczów i strzelił 7 goli.

## Sukcesy

### St. Patrick’s Athletic
- Puchar Ligi Irlandzkiej: 2001, 2003

### FC Hanoi
- Puchar Wietnamu: 2008